# إمكانية الوصول إلى المعلومات في أوروبا
تشير إمكانية الوصول إلى المعلومات العامة وحرية تداول المعلومات (إف أو آي) إلى الحق في الحصول على المعلومات التي تملكها الهيئات العامة والمعروفة باسم «الحق في المعرفة». تعد إمكانية الوصول إلى المعلومات العامة من المقومات المهمة لاستمرارية عمل الأنظمة الديمقراطية بفعالية، فهي تعزز إمكانية مساءلة الحكومات والمسؤولين العموميين، فضلًا عن تعزيز مشاركة عامة الناس والسماح بمشاركتهم المعلومة في الحياة العامة. ويتمثل الغرض الرئيسي للحق بالحصول على المعلومات العامة. إن المعلومات التي تمتلكها المؤسسات الحكومية هي معلومات علنية، ولا يمكن إخفاؤها إلا لأسباب مشروعة، وينبغي شرحها بالتفصيل في القانون، وتستند إمكانية الوصول إلى المعلومات العامة إلى مبدأ يتمثل بامتلاك عامة الناس في نظام ديمقراطي القدرة على الوصول إلى طائفة واسعة من المعلومات للمشاركة بفعالية في الحياة، وكذلك المسائل التي تمسهم. يعد حق الوصول إلى المعلومات العامة مكونًا جوهريًا للحق في حرية التعبير، الذي نصت عليه المادة 19 من الإعلان العالمي لحقوق الإنسان، الذي نص على أن أساس حق حرية التعبير يشمل حرية «التماس المعلومات والأفكار، وتلقيها ونقلها من طريق أي وسط إعلامي بصرف النظرعن الحدود». تعد إمكانية الوصول إلى المعلومات من حقوق الإنسان في ثلاثة أنظمة إقليمية رئيسية، تحديدًا في الأمريكتين، وأوروبا وأفريقيا، وكذلك في بعض الإتفاقيات العالمية. ويضع الحق في الوصول إلى المعلومات العامة واجبَين على المسؤولين العموميين، أولهما الالتزام بالإعلان عن أنشطة الحكومات والسلطات، والثاني يوجبهم بالاستجابة لطلبات عامة الناس في الحصول على المعلومات، إما عن طريق نشر الملفات الأصلية أو النسخ المحفوظة لديهم. اعترفت العديد من البلدان خلال العشر سنوات المنصرمة بحرية تداول المعلومات وحق الحصول على المعلومات العامة فضلًا عن تبني عدد من قوانين (إف أو آي)، في جميع أنحاء العالم، ويتضمن ذلك الدول النامية. وقد طبِّق قانون حرية تداول المعلومات عام 1990 في ثلاثة عشر دولة فقط، أما اليوم فتُطبَّق 100 من هذه القوانين عبر العالم. صوَّت مؤتمر يونسكو المنعقد عام 2015 على تسمية يوم 28 سبتمبر «اليوم العالمي لحق المعرفة»، أو كما هو معروف للعامة (يوم الوصول إلى المعلومات). وقد سبق الإحتفال بهذا اليوم باسم (يوم الحق في المعرفة). وأوصت مؤسسة يونسكو الجمعية العامة للأمم المتحدة بالموافقة على القرار.

## نظرة عامة
يستند حق الحصول على المعلومات إلى مبدأ أن للعامة الحق في معرفة كيف تجري ممارسة السلطة وإنفاق المال العام، بافتراض أن الناس انتخبوا الهيئات العامة، ويدعمها دافعو الضرائب. تعد إمكانية الوصول إلى المعلومات العامة شرطًا مسبقًا يتيح مساءلة الحكومة والهيئات العامة وتسمح للمواطنين باتخاذ قرارات مناسبة، وبالتالي يقدم عنصرًا أساسيًا لعمل الأنظمة الديمقراطية بطريقة ملائمة. وقد أكدت المعايير الدولية والاجتهادات القضائية أن المعلومات التي تمتلكها الهيئات العامة هي من حق المواطنين. تنص معاهدة المجلس الأوروبي بشأن الوصول إلى المعلومات العامة أن «كل الملفات الرسمية علنية مبدئيًا، ولا يمكن حجبها إلا لحماية حقوق أخرى والمصالح المشروعة». تبنى أكثر من 100 بلد حول العالم قانون إمكانية الوصول إلى المعلومات لجعل الحق في المعرفة فعالًا.  اعتُمد أول قانون لإمكانية الوصول إلى المعلومات العامة في السويد عام 1766، ولكن تطلب الأمر بعد ذلك نحو قرنين للحصول على الموافقة على القانون الثاني في فنلندا عام 1951، وبعدها في الولايات المتحدة عام 1966. كان هناك نمو صغير، ولكنه مستمر في قوانين حرية تداول المعلومات (إف أو آي) خلال السبعينيات والثمانينات، تبعها توسع فعلي بعد عام 1989 نتيجة لنشاطات المجتمع المدني في وسط وشرق أوروبا خلال فترة ما بعد تحول النظام الشيوعي إلى ديمقراطي. وبالطبع، اقترن هذا التقدم الكبير نحو ميدان الحصول على المعلومات الذي أدى إلى انتشار معنى إمكانية الحصول على المعلومات برد فعل منسق للمجتمع لمناقضة السيطرة التي تملكها الكتل السوفيتية على المعلومات. إذ كانت هذه الحركة هي المكمل لتطور حق إمكانية الحصول على معلومات ليصبح من حقوق الإنسان. إذ أصدرت المحكمة الدستورية في هنغاريا عام 1992: إن إمكانية الحصول على المعلومات هو حق جوهري ويتيح للمواطنين مراقبة مشروعية وفعالية الحكومة. إضافةً إلى ذلك، ساهمت الجماعات المناصرة للبيئة ورابطة المستهلكين في تأكيد هذا الحق.